# Setabis disparilis
Setabis disparilis is een vlindersoort uit de familie van de prachtvlinders (Riodinidae), onderfamilie Riodininae.
Setabis disparilis werd in 1868 beschreven door H. Bates.